# Безвизовый режим
Безви́зовый режи́м или просто безви́з — режим взаимоотношений между государствами, при котором гражданам этих государств не требуется получение визы для въезда на их территорию.
Безвизовый режим может устанавливаться как в одностороннем порядке, так и в порядке взаимности (по двустороннему или многостороннему соглашению, например, Шенгенская зона). Иногда при этом возможно ограничение по типам паспортов (например безвизовый режим для обладателей дипломатических паспортов).

## Распространённость
По данным «Henley & Partners», на 20 мая 2014 года право на безвизовый въезд в наибольшее число стран имели граждане Великобритании, Германии, США, Финляндии и Швеции (174 государства). На втором месте (страны и территории, следующие за странами и территориями с равными показателями, получали следующее по счёту ранговое место без отсчёта фактически выше занятых мест) — Дания и Канада, граждане которых могли посетить без виз 173 страны. Россия и Турция в этом списке 100 стран разделили 38-е место. Последнее 94-е место занял Афганистан: только 28 других государств допускали въезд афганских граждан без виз, а предпоследнее — Ирак (31 страна).

### Безвизовый режим с Европейским союзом
С 11 июня 2017 безвизовый режим был введен в действие между Украиной и странами Европейского союза. За год безвиза для граждан Украины было совершено 517 тысяч поездок в ЕС гражданами Украины. Безвиз предусматривает проезд на территорию ЕС без визы на основании биометрического паспорта.

### Безвизовый режим с Китаем
Россия и Китай с 1 августа 2023 года осуществляют безвизовый групповой туристический обмен.